# کردخاله
کردخاله یا دولاخندی چوب یا نی‌ای است که با آن سطل را می‌گیرند و از چاه‌ها آب برمی‌دارند، و یا به وسیله قسمت سر آن میوه می‌چینند. 
واژه کردخاله برای اشاره به چنین ابزاری در گیلان و غرب مازندران به کار می‌رود؛ البته به نامهای دیگر «کردخاله»، «دولاخند»، «دوکیتی»، «دوخاله» نیز شناخته می‌شود.
در «واجارگاه» از توابع بخش «کلاچای» از شهرستان رودسر نیز به آن «آنگلاس» Anglass گفته می‌شود.
مجد الدین فخرائی گیلانی شاعر نوپرداز در قطعهٔ باران… باز باران با ترانه با گهرهای فراوان می‌سراید:

[...‌] می‌پریدم از سر جو
 […]می‌پراندم سنگریزه
 […] می‌شکستم کردخاله.

در غرب گیلان ، رضوانشهر ، پره‌سر و تالش به آن ازگیره هم میگویند.